# Fédération Sénégalaise de Football
Die Fédération Sénégalaise de Football (französisch Fédération sénégalaise de football; deutsch Senegalesischer Fußballverband) ist der im Jahr 1960 gegründete nationale Fußballverband von Senegal. Der Verband organisiert die Spiele der Fußballnationalmannschaft und ist seit 1964 Mitglied im Kontinentalverband CAF sowie Mitglied im Weltverband FIFA. Zudem richtet der Verband die höchste nationale Spielklasse Ligue 1 aus.

## Erfolge
- Weltmeisterschaft

Teilnahmen: 2002, 2018, 2022
- Afrika-Cup

Teilnahmen: 1965, 1968, 1986, 1990, 1992, 1994, 2000, 2002, 2004, 2006, 2008, 2012, 2015, 2017, 2019, 2022